# Stimulation sexuelle
La stimulation sexuelle est un stimulus pouvant intervenir dans l'apparition du désir sexuel, et qui mène à la création et au maintien d'une excitation sexuelle, laquelle peut déboucher sur l'orgasme. Bien que l'excitation sexuelle puisse monter sans stimulation physique, aboutir à un orgasme requiert habituellement un contact sexuel physique.
Le terme de stimulation sexuelle inclut aussi bien les stimulations mentales ou psychiques (telles que la lecture ou les fantasmes sexuels), les stimulations sensorielles non tactiles (vue, goût, ouïe et odorat) que les stimulations tactiles dont celles des parties génitales lors des préliminaires et du rapport sexuel. Une stimulation adéquate du pénis et/ou du clitoris mène habituellement à un orgasme,,,. Elle peut être pratiquée par soi-même ou avec un partenaire sexuel ou autres activités sexuelles, par l'utilisation de stimuli sexuels (visuels, tactiles, ou autre) ou avec une combinaison de ces méthodes.
Quelques personnes pratiquent le contrôle orgasmique, lors duquel la personne ou son partenaire contrôlent le niveau de stimulation sexuelle afin de reporter l'orgasme et de prolonger l'expérience sexuelle menant à ce dernier.

## Stimulations mentales ou psychiques
L'excitation sexuelle inclut les sentiments, les attractions et les désirs, ainsi que les changements physiologiques. Celles-ci peuvent être obtenues non seulement par des stimulations physiques, mais aussi mentales, telles que la fantaisie, la littérature érotique, les rêves érotiques, les jeux de rôle et l'imagination.

### Fantasmes

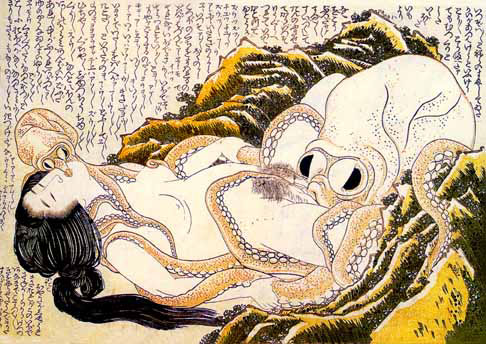
Le Rêve de la femme du pêcheur d'Hokusai est une représentation artistique du fantasme sexuel.

Le fantasme est une forme de stimulation sexuelle mentale dans laquelle de nombreuses personnes s'engagent. L'individu imagine alors une expérience sexuelle alors qu'elle est éveillée. La fantaisie a moins de limites sociales ou de sécurité que dans des situations réelles. Cela donne aux gens plus de liberté pour expérimenter ou penser à des choses qu'ils ne pourraient pas forcément essayer dans la vie réelle, qu'il s'agisse d'imaginer une personne nue ou d'imaginer une expérience sexuelle avec une créature mythique. Les fantasmes sexuels les plus courants consistent à imaginer des activités avec un partenaire aimé, à revivre des expériences passées ou imaginer des expériences avec plusieurs partenaires. Il est également courant d’avoir des fantasmes sur des choses que l'on ne ferait pas dans la vie réelle et sur des activités taboues ou illégales, telles qu'être l'auteur ou la victime d'un viol, d'entretenir des rapports sexuels avec un inconnu, d'avoir des relations pédophiles ou avec un partenaire plus vieux,.
Il est utile pour la recherche, car il rend plus claires les différences entre les préférences hétérosexuelles masculines et féminines que les études comportementales. De nombreux fantasmes sexuels sont partagés entre les hommes et les femmes, peut-être en raison de leur influence culturelle. Il existe également des différences : les hommes sont plus susceptibles que les femmes d'imaginer jouer un rôle dominant ou actif, alors que les femmes sont plus susceptibles de s'imaginer en tant que participantes passives. Les fantasmes des femmes sont souvent basés sur l’affection et l’engagement, tandis que les hommes sont plus susceptibles de fantasmer en utilisant des images visuelles et des détails explicites,. Une explication de cette différence pourrait résider dans la psychologie évolutionniste. Les femmes ont un investissement parental minimum plus élevé que les hommes (elles ont 9 mois de gestation avant la naissance et sont alors les principales dispensatrices de soins, alors que les hommes doivent seulement fournir du sperme pour garantir la transmission de leurs gènes) et sont donc plus susceptibles de vouloir l'engagement de leur partenaire afin de gagner des ressources pour améliorer les chances de survie de leurs enfants.
Les fantasmes peuvent avoir des avantages, comme augmenter l'excitation plus que d'autres formes de stimuli sexuels (tel qu'une histoire érotique) et augmenter le désir sexuel. Les personnes qui révèlent leurs fantasmes sexuels à leurs partenaires ont également une plus grande satisfaction sexuelle. Cependant, la volonté des gens de s’ouvrir à leur partenaire dépend généralement du contenu de ces fantasmes. Un effet plus négatif du fantasme sexuel est qu’il a été associé à des crimes sexuels. En effet, les délinquants sexuels rapportent souvent qu’ils ont eu des fantasmes liés à leur délit. Cependant, de tels fantasmes sont également fréquents chez ceux qui n'ont pas été impliqués dans de tels actes criminels et les non-délinquants n'utilisent pas leurs fantasmes pour guider leur comportement. Par conséquent, la fantaisie seule ne peut être utilisée comme un signe que quelqu'un deviendra un délinquant.

### Rêves
Les orgasmes nocturnes, ou rêves mouillés (wet dreams), sont des orgasmes se produisant durant le sommeil, autant chez l'homme que la femme. Elles ont lieu durant le sommeil paradoxal, qui est le principal stade où les humains rêvent.
Les rêves érotiques suffisent à eux seuls à stimuler les hommes, mais cette phase est accompagnée d'érections. Les femmes aussi sont concernées dans une moindre mesure puisqu'en 1953, Alfred Kinsey estime qu'environ 70% des femmes en ont lors de leur vie, la plupart avec une fréquence d'environ trois à quatre fois par an. À 45 ans, 37% des femmes du groupe d'étude affirment avoir eu un orgasme à la suite de ces rêves. Une autre étude de 1986 publié dans Journal of Sex Research complète en révélant que la plupart des femmes concernées ont leur premier orgasme nocturne avant l'âge de 21 ans. Selon les données autodéclarées, jusqu'à 22% des jeunes femmes pourraient également avoir un orgasme pendant leur sommeil, de tels rêves étant plus fréquents chez les lycéennes que chez les plus jeunes. Les orgasmes expérimentés étaient en corrélation positive avec une forte émotivité, incluant l'excitation sexuelle, mais aussi l'anxiété.

### Jeux de rôle sexuel
Le jeu de rôle sexuel consiste à incarner des personnages ou des scénarios pouvant se stimuler sexuellement. Cela peut inclure des fantasmes (décrits ci-dessus) et des fétichismes, tels que le BDSM ou les jeux de régression. Il est décrit par certains comme une forme adulte de jeu de rôle grandeur nature. Le jeu de rôle peut également être réalisé en ligne, en s'écrivant mutuellement des histoires ou en se faisant passer pour un personnage. Il s'agit donc d'une forme de stimulation mentale qu'il est possible d'engager avec une autre personne sans qu'elle soit physiquement présente. De nombreux adolescents trouvent le jeu de rôle en ligne agréable et excitant.
Le jeu de rôle peut également inclure la fanfiction sexuelle, où des personnages d’histoires connues, qui n’étaient pas sexuellement ou romantiquement ensemble dans l’histoire originale, sont écrits dans des scènes sexuelles. Le slash est un type de fanfiction dans lequel des personnages du même sexe (à l’origine hommes) se livrent à des activités amoureuses ou sexuelles, offrant aux gens la liberté de partager des choses stimulantes qui peuvent être contre-culturelles.

## Stimulations sensorielles non tactiles
La réponse sexuelle humaine est une combinaison dynamique de processus cognitifs, émotionnels et physiologiques. Bien que les formes les plus courantes de stimulation sexuelle évoquées soient la stimulation fantasmatique ou physique des organes génitaux et d’autres zones érogènes, l’excitation sexuelle peut également être véhiculée par d’autres voies, telles que le moyen visuel, olfactif et auditif.

### Visuel

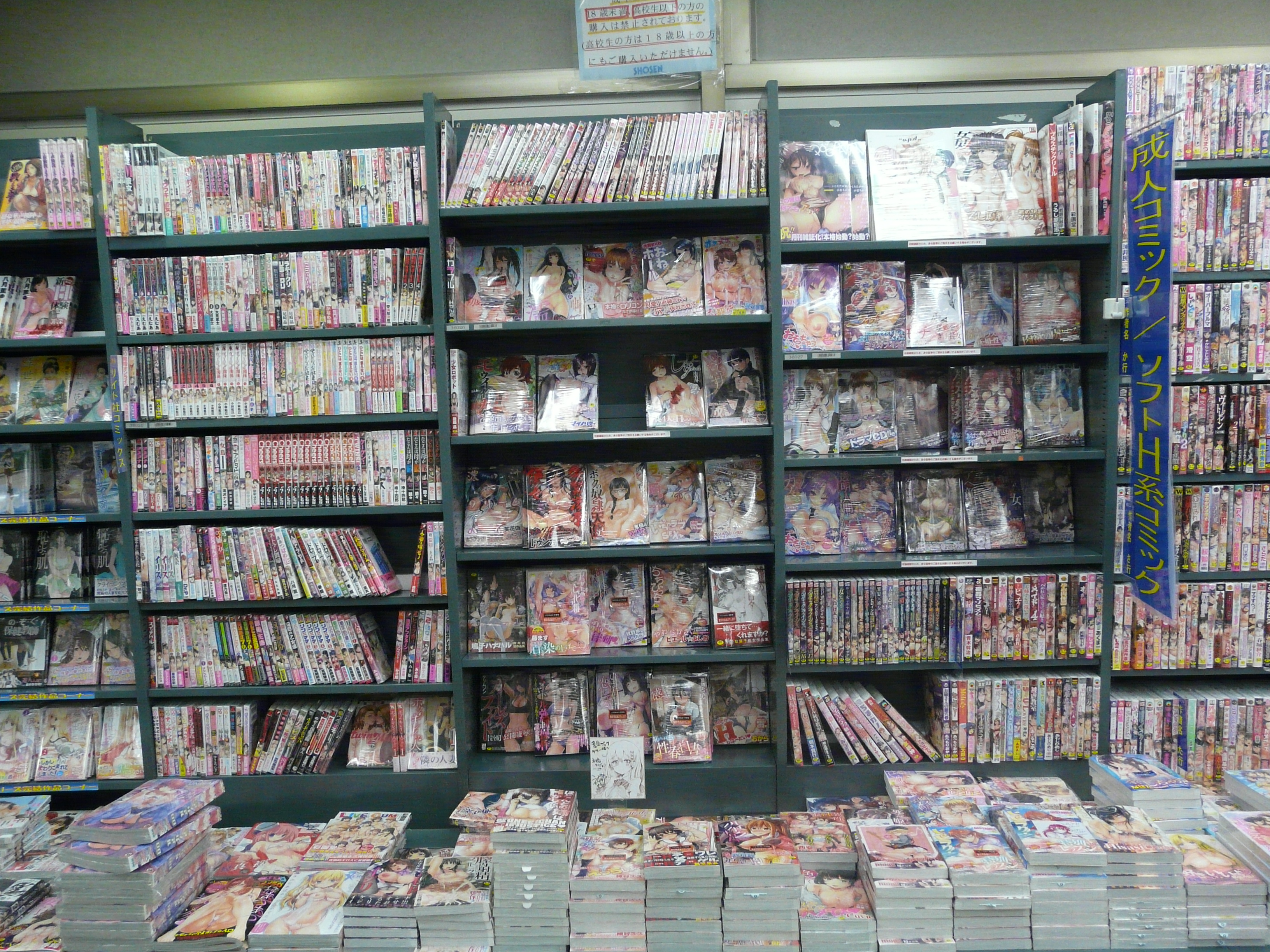
Bandes dessinées pour adultes dans une librairie à Akihabara.

La stimulation sexuelle non tactile la plus recherchée est peut-être la stimulation sexuelle visuelle,,. Un exemple visible est l'acte de voyeurisme, une pratique dans laquelle un individu observe secrètement un autre se déshabiller ou adopter un comportement sexuel. Bien que considéré socio-historiquement comme une forme inacceptable de paraphilie, il souligne la tendance humaine à trouver une stimulation sexuelle par des voies purement visuelles. L'industrie de la pornographie, qui représente des milliards de dollars, en est un autre exemple. Une présomption commune dans la société et les médias est que les hommes réagissent plus fortement que les femmes aux stimuli sexuels visuels. Ceci est peut-être mieux illustré par l'hypothèse de Kinsey selon laquelle les hommes sont plus sujets à l'excitation sexuelle provoquée par la stimulation visuelle que les femmes et, peut-être, peut être vu représenté à travers le « regard masculin » qui domine l'industrie de la pornographie. Néanmoins, les deux sexes peuvent être excités sexuellement par des stimulations visuelles. Dans une étude, la stimulation visuelle a été testée au moyen d’une vidéo érotique. Bien que significativement plus élevée chez les hommes, l'excitation sexuelle était la principale réaction émotionnelle rapportée par les deux sexes. Leurs réponses physiologiques à la vidéo ont également montré des caractéristiques d'excitation sexuelle, telles qu'une augmentation des excrétions urinaires d'adrénaline. Une étude ultérieure portant sur l'excitation masculine a montré que les hommes étaient capables de réaliser des érections rigides par la stimulation visuelle d'un film érotique seul.
Les études qui utilisent la stimulation visuelle comme moyen de stimulation sexuelle montrent que l’excitation sexuelle est principalement liée à une activation dans les cortex limbiques et paralimbiques et dans des structures sous-corticales, ainsi qu’à une désactivation dans plusieurs parties du cortex temporal. Ces mêmes zones sont activées lors de stimulations sexuelles physiques, ce qui montre qu'une stimulation visuelle peut être un moyen d'excitation sexuelle puissant.

### Olfactif et évolutif

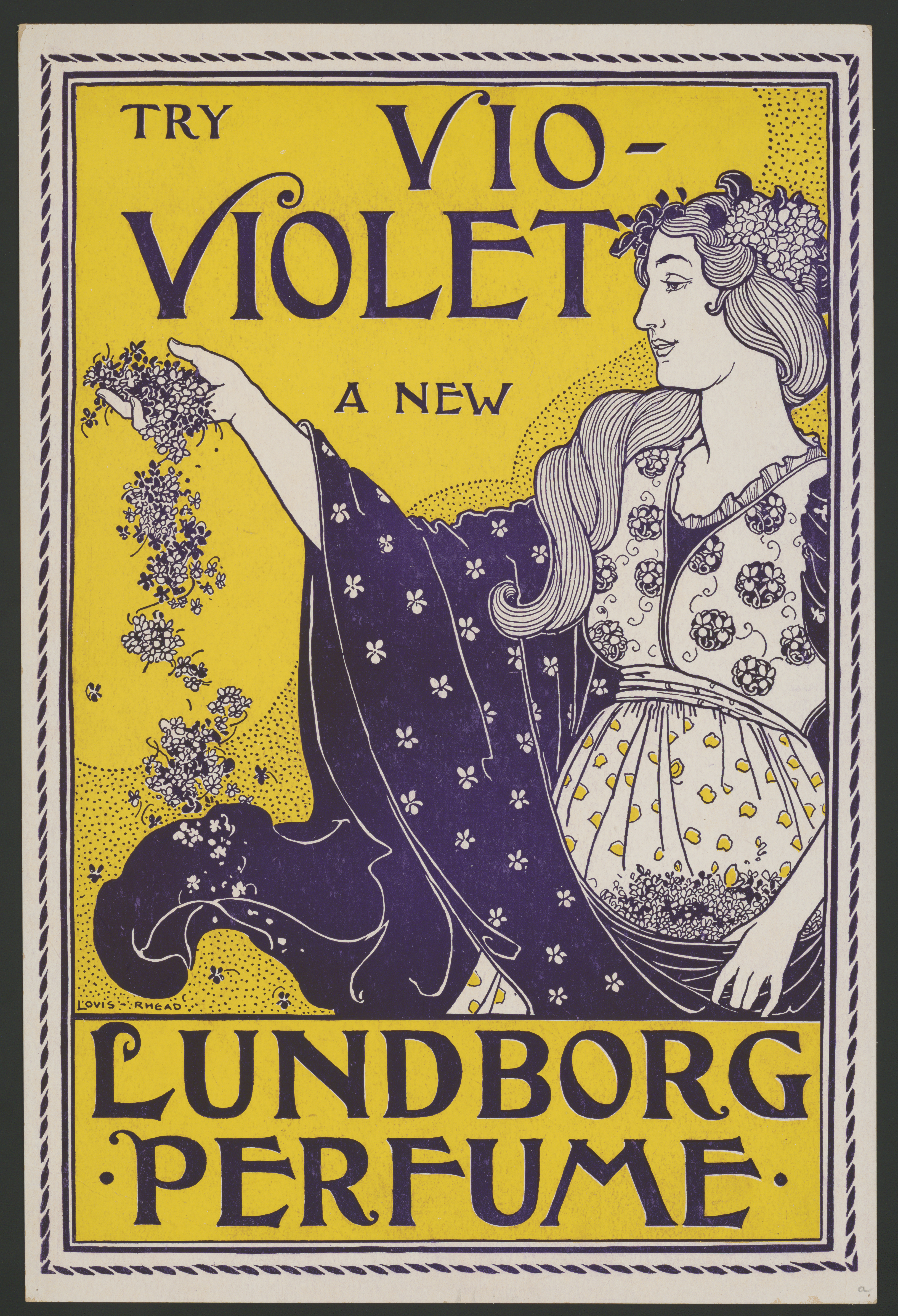
Affiche "Try vio-violet un nouveau parfum Lundborg", par Louis Rhead (1880-1900).

Les informations olfactives sont essentielles au comportement sexuel humain. Une étude sur la stimulation sexuelle olfactive a révélé que les hommes éprouvent une excitation sexuelle en réponse à un parfum féminin. Les individus ont évalué la stimulation odorante et l'excitation sexuelle perçue. Ils ont également eu des examens IRM fonctionnels pris au cours de l'expérience. Les résultats ont montré que la stimulation olfactive avec le parfum féminin provoque l'activation de zones spécifiques du cerveau associées à l'excitation sexuelle chez l'homme.
L'analyse évolutive des différences entre les sexes dans les stratégies de reproduction peut aider à expliquer l'importance de l'odorat dans l'excitation sexuelle en raison de son lien avec le profil immunologique et la viabilité de la progéniture. En effet, les signaux olfactifs peuvent déclencher un mécanisme d’évitement de l’inceste en réfléchissant des éléments de l’équipement génétique d’un individu[réf. nécessaire]. Dans une étude, les hommes ont estimé que les informations visuelles et olfactives étaient d'importance égale pour choisir un amoureux, tandis que les femmes ont considéré que les informations olfactives constituaient la variable la plus importante dans le choix du partenaire. De plus, lorsqu'elles considèrent l'activité sexuelle, les femmes distinguent l'odeur corporelle de toutes les autres expériences sensorielles comme étant la plus susceptible d'affecter négativement le désir.

### Auditif
Les stimulations auditives peuvent aussi servir à amplifier l'excitation sexuelle et l'expérience du plaisir. Produire des bruits durant l'excitation et les activités sexuelle est courant chez les primates et humains. Ceux-ci incluent des soupirs, des gémissements, de fortes expirations et inspirations, une augmentation du rythme respiratoire et parfois, lors de l'orgasme, des cris d'extase. Beaucoup de ces sons sont très excitants pour les hommes et les femmes et agissent comme des agents de renforcement de l'excitation sexuelle, créant un puissant effet de rétroaction positive. Ainsi, les vocalisations copulatoires sont susceptibles de servir de stimulation sexuelle mutuelle pour les partenaires.

## Stimulations tactiles

Les zones érogènes sur le corps masculin et féminin.

### Stimulation des zones érogènes non génitales
Il existe de nombreuses zones non génitales avec lequel une personne peut être stimulée sexuellement. Les mamelons, jambes, lèvres et le cou peuvent tous apporter une stimulation sexuelle quand elles sont touchées.
Mamelons : Selon une étude où 301 participants devaient remplir un questionnaire sur leurs activités sexuelles, 81,5 % des femmes ont déclaré que stimuler leurs mamelons provoquait ou augmentait leur excitation sexuelle et 59,1 % d'entre elles demandaient que leurs mamelons soient stimulés pendant les rapports sexuels. En outre, 51,7 % des hommes ont déclaré que la stimulation des mamelons provoquait une excitation sexuelle et 39 % ont déclaré que cela stimulait leur excitation existante.
Des recherches utilisant l'imagerie cérébrale montrent que la stimulation des mamelons chez la femme entraînait l'activation de la région génitale du cortex sensoriel. Les recherches suggèrent que les sensations sont des orgasmes génitaux causés par la stimulation du mamelon et pourraient également être directement liées à « la région génitale du cerveau »,. Chez les femmes, une étude indique que les sensations des mamelons se propagent dans la même partie du cerveau que les sensations du vagin, du clitoris et du col de l'utérus. La stimulation des mamelons peut déclencher des contractions utérines, qui produisent alors une sensation dans la région génitale du cerveau.
Cuisses : En 2012 l'Institut Californien de Technologie mesure les réactions cérébrales chez les hommes hétérosexuels pendant que l'intérieur de la cuisse était touché lors de l'examen IRM. Ils regardaient soit une vidéo d'une femme touchant leur cuisse, soit celle d'un homme effectuant le même acte. Ils ont rapporté plus de plaisir sexuel quand ils pensaient que c'était la femme qui les touchait que l'homme, et cela se reflétait dans leurs examens IRM avec une plus grande excitation de leur cortex somatosensoriel. On peut donc en conclure que les cuisses sont une zone susceptible de provoquer une stimulation sexuelle au toucher.
Lèvres : Les lèvres contiennent un très grand nombre de terminaisons nerveuses et sont considérées comme une zone érogène. Les hommes rapportent avoir plus de plaisir à la stimulation de leurs lèvres que les femmes. En plus de stimuler les lèvres en les touchant, les humains peuvent être visuellement stimulés en regardant les lèvres d'une personne. Il a également été remarqué que les hommes préfèrent les femmes aux lèvres charnues, car elles sont un indicateur de jeunesse.
Cou: Un échantillon de 800 participants devaient évaluer 41 parties différentes de leur corps sur leur intensité érogène sur une échelle de 1-10 (10 étant le plus excitant). Il en résulte que les femmes trouvent plus excitant que les hommes de subir des stimulations au cou.

### Stimulation génitale

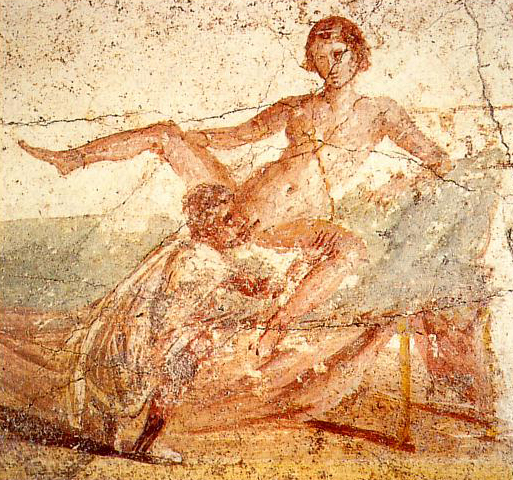
Cunnilingus sur une fresque des thermes suburbains à Pompéi (I).

La stimulation sexuelle physique consiste à toucher les parties génitales ou d'autres zones érogènes. La masturbation, le sexe oral, les massages érotiques ou le coït sont des types de stimulations sexuelles impliquant les organes génitaux. L'excitation sexuelle est principalement créée grâce aux nerfs sensibles dans ces parties du corps, ce qui cause la libération d'endorphine qui agit comme une récompense mentale à poursuivre l'acte.
Les jouets sexuels sont utilisés comme source de stimulations depuis des milliers d'années. Il existe des godemichets datant du Paléolithique fait de siltite polie. Les historiens sont partagés sur le fait qu'ils servaient pour des rituels religieux ou pour un plaisir personnel. Il est cependant connu que les godemichets étaient utilisés lors de rituels sur la fertilité. Les Grecs anciens les fabriquaient avec une sculpture de pénis couverte de plume ou d'intestins d'animaux pour créer une sensation plus naturelle. Les anciens olisbos chinois étaient faits de bronze ou d'autres métaux et certains étaient creux, leur permettant d'être remplis de liquide pour simuler une éjaculation.

## Différences entre les sexes dans les zones érogènes

### Inégalités de genre et désirabilité sociale
La désirabilité sociale influence les réponses données par les répondants lorsqu'ils sont questionnés par des chercheurs sur ce qui les stimulent sexuellement. De très nombreuses cultures briment l'expression du désir sexuel, particulièrement chez les femmes et celles-ci vont moins aisément parler de ce qui les stimulent sexuellement et de jouissance. "Les scientifiques ont pendant longtemps étudié la sexualité à partir de mesures de l’activité des organes génitaux et de questionnaires, qui ne sont utiles que si les participantes sont conscientes de leurs désirs et disposées à en faire part aux chercheurs". En 2009, la chercheuse Meredith Chivers a démontré que les organes génitaux féminins réagissent à la présentation d’un large éventail de stimuli, allant d’ébats entre lesbiennes à la copulation de singes bonobos, et surtout que la présence d’engorgement sanguin dans le vagin et de lubrification ne signifie pas automatiquement que la femme éprouve de l’excitation sexuelle. Ce qui signifie qu'être "mouillée" ne veut pas dire être sexuellement excité et peut influencer sur la compréhension du viol. Pour les femmes, le thème de l'excitation sexuelle est complexe car la sexualité est traditionnellement centrée sur les hommes (autant dans les études scientifiques, que dans l'imaginaire collectif, la pornographie et le sens commun) : la moitié de la population ne correspond donc pas au modèle accepté en matière de désir sexuel. La relation des femmes avec leur corps est compliqué, elles peuvent trouver la vulve dégoûtante, à l'image de ce qui est véhiculé dans la société.
Dans les années 1980, des études ont commencé à observer des discordances entre ce que les femmes disent trouver excitant et les stimuli auxquels elles répondent physiquement.

« D’autres recherches ont apporté de l’eau au moulin. Ainsi, une hausse du débit sanguin vaginal a été enregistrée chez des femmes en train de regarder des scènes osées entre deux femmes, deux hommes, entre un homme et une femme, et même, dans une proportion moindre, entre des singes bonobos. Par contre, ce qu’elles déclaraient trouver émoustillant — l’évaluation subjective de leur excitation — était plus sélectif : les couples hétérosexuels et les images de plaisir féminin. Bref, leur vulve et leurs pensées ne disaient pas la même chose ! Curieusement, dans une autre étude, les femmes lesbiennes ont présenté une concordance légèrement supérieure à celle des hétérosexuelles — quoique loin d’égaler celle des hommes. »

 Ce qui laisse croire que les femmes taisent pudiquement ou par tabou ce qui les stimulent sexuellement, ou encore qu'elles sont moins informées sur leur corps, car les études sur les femmes non hétérosexuelles tendent à démontrer une plus grande concordance. Il se pourrait aussi que ce soit la socialisation ou le contexte social qui favorise une vision négative du sexe chez les femmes : "Un discours négatif répété pourrait conduire les jeunes filles à se dissocier de leur corps afin d’éviter de passer par les étapes normales d’exploration et de découverte de soi, et de développement des circuits neurogénitaux. Ce cercle vicieux pourrait non seulement se solder par le refoulement de leurs pulsions sexuelles, mais aussi par leur incapacité à les comprendre." Par exemple, concernant la masturbation, les filles vont plus se faire dire de ne pas le faire, tandis qu'il sera vu comme normal qu'un garçon se masturbe et se stimule sexuellement. De surcroit , les pressions des médias dictent en quelque sorte la désirabilité féminine en invitant les femmes  à s’attarder aux détails de leur apparence, plutôt qu'à penser à ce qui pourrait les stimuler sexuellement, elles.

### Tableau comparatif
Ce tableau montre les différences entre les genres dans les zones érogènes et inclut les dix zones les plus stimulantes pour les deux sexes. Chaque partie du corps a été évaluée sur dix pour son excitation au toucher. En dehors des parties du corps exclusives à un sexe telles que le pénis ou le clitoris, de nombreuses zones érogènes sont similaires et contiennent de nombreuses terminaisons nerveuses. Ils suggèrent également que les femmes connaissent davantage de zones d'excitation que les hommes.
| Femmes            | Femmes  | Femmes             | Hommes            | Hommes  | Hommes             |
|                   | Moyenne | Déviation standard |                   | Moyenne | Déviation standard |
| ----------------- | ------- | ------------------ | ----------------- | ------- | ------------------ |
| Clitoris          | 9,17    | 2,12               | Pénis             | 9,00    | 2,50               |
| Vagin             | 8,40    | 2,35               | Bouche/lèvres     | 7,03    | 2,68               |
| Bouche/lèvres     | 7,91    | 2,27               | Scrotum           | 6,50    | 3,72               |
| Nuque             | 7,51    | 2,70               | Cuisse intérieure | 5,84    | 3,39               |
| Seins             | 7,35    | 2,73               | Nuque             | 5,65    | 3,50               |
| Mamelons          | 7,35    | 3,15               | Mamelons          | 4,89    | 3,79               |
| Cuisse intérieure | 6,70    | 2,99               | Périnée           | 4,81    | 4,10               |
| Dos du cou        | 6,20    | 3,15               | Délié pubien      | 4,80    | 3,82               |
| Oreilles          | 5,06    | 3,40               | Dos du cou        | 4,53    | 3,42               |
| Bas du dos        | 4,73    | 3,38               | Oreilles          | 4,30    | 3,50               |